# Khu vực Cầu Kinh
Khu vực Cầu Kinh là một di tích lịch sử cấp tỉnh tọa lạc tại huyện Cần Giuộc, tỉnh Long An, Việt Nam. Nơi đây ghi dấu chiến công 45 ngày đêm của quân và dân Cần Giuộc trong cuộc kháng chiến chống Mỹ.

## Lịch sử
Vào những năm đầu thế kỷ 20, thực dân Pháp đã đắp một con đường qua vùng hạ Cần Giuộc, nay là Hương lộ 12. Để chống xói mòn, họ cho đào một đoạn kênh dài khoảng 1 km song song với con đường này. Do con đường thường bị ngập khi thủy triều lên xuống, người dân đã bắc một cây cầu gỗ để thuận tiện đi lại, từ đó tên gọi "Cầu Kinh" ra đời.
Trong cuộc kháng chiến chống Mỹ, Khu vực Cầu Kinh là nơi diễn ra trận đánh đầu tiên và ác liệt nhất trong chiến dịch 45 ngày đêm từ ngày 5 tháng 6 năm 1967 đến 20 tháng 7 năm 1967. Quân đội Mỹ đã huy động hàng trăm máy bay, tàu chiến và pháo binh để tấn công, nhưng quân và dân Cần Giuộc đã chống trả, gây tổn thất nặng nề cho quân đội Mỹ.
Ngày 19 tháng 4 năm 1993, Khu vực Cầu Kinh đã được Ủy ban nhân dân tỉnh Long An công nhận là di tích lịch sử cấp tỉnh theo Quyết định số 851/UB.QĐ.93. Năm 2013, khu di tích được đầu tư xây dựng với kinh phí gần 4 tỉ đồng, trên diện tích 1.200m².